# V719 Геркулеса
V719 Геркулеса (лат. V719 Herculis) — одиночная переменная звезда или двойная затменная переменная звезда типа W Большой Медведицы (EW)* в созвездии Геркулеса на расстоянии приблизительно 1612 световых лет (около 494 парсек) от Солнца. Фотографическая звёздная величина звезды — от +13,6m до +12,5m. Орбитальный период — около 0,401 суток (9,6233 часа).
Открыта Николаем Ефимовичем Курочкиным в 1977 году.

## Характеристики
Первый компонент — жёлто-белая пульсирующая переменная звезда типа RR Лиры (RRC:) спектрального класса F5*. Радиус — около 1,47 солнечного, светимость — около 2,163 солнечной. Эффективная температура — около 6580 K.
Второй компонент — жёлто-белая звезда спектрального класса F. Эффективная температура — около 6267 K.